# Villers-les-Ormes
Villers-les-Ormes is een plaats en voormalige gemeente in het Franse departement Indre in de regio Centre-Val de Loire en telt 338 inwoners (1999). De plaats maakt deel uit van het arrondissement Châteauroux. Op 1 januari 2016 fuseerde Villers-les-Ormes met de gemeente Saint-Maur tot een nieuwe gemeente, eveneens geheten Saint-Maur. 

## Geografie
De oppervlakte van Villers-les-Ormes bedraagt 17,2 km², de bevolkingsdichtheid is 19,7 inwoners per km².
De onderstaande kaart toont de ligging van Villers-les-Ormes met de belangrijkste infrastructuur en aangrenzende gemeenten.

## Demografie
Onderstaande figuur toont het verloop van het inwonertal (bron: INSEE-tellingen).